# Transmissionsledning
En transmissionsledning är en materiell struktur som transporterar energi i form av elektromagnetiska vågor, akustiska vågor eller elkraft i ledningens längsriktning. För överföring av elkraft se kraftledning. Transmissionsledning kan även avse en gasledning eller en ledning för transport av vätskor. Fluiden kan i detta fall i sin tur användas för att transportera värme, till exempel fjärrvärme.

## Historik
Den matematiska analysen av en elektromagnetisk transmissionsledning bygger på Maxwells elektromagnetiska ekvationer från 1861  vilka i sin tur bygger på upptäckter av Michael Faraday från 1831. Telegrafekvationerna i sin moderna form härleddes av Oliver Heaviside 1885. Han patenterade också koaxialledningen 1880 men den kom inte i praktiskt bruk förrän 1936. De första ledningarna var parledningar. De första optiska fibrerna med tillräckligt låg dämpning för att vara praktiskt användbara togs fram av forskare vid Corning Glass Works i USA 1970.

## Analys
För en elektromagnetisk transmissionsledning beror ledningens karakteristiska impedans Z0 på materialet och geometrin på ledningens tvärsnitt. Vid anslutning av last och generator i respektive ledningsända brukar dessa anpassas för att minimera stående våg på ledningen. Därigenom minimeras också ledningsförlusterna. Ledningen med dess två ändar analyseras som en fyrpol.

### Analys av parledare utgående från teori omelektriska kretsar[2]
Nedan analyseras en parledare med längsriktning x, bestående av två cylindriska elektriska ledare separerade med ett konstant avstånd d, och omgärdade av ett homogent, isotropt dielektrikum. I exemplet modelleras parledaren som en kedja av kaskadkopplade ledningselement bestående av diskreta passiva komponenter. Detta kallas transmissionsledningsmodellen. 
Med användning av differentialkalkyl ansätter man att ett infinitesimalt ledningselement har längden dx och ersätter komponentvärdena ovan med produkterna R = r dx, C = c dx etc. där r, c, l och g är derivator med avseende på ledningens längsriktning x. Potentialen v och strömmen i analyseras utgående från Ohms lag och lagar för växelström genom induktans och kapacitans, samt Kirchoffs lagar. Detta ger utifrån modellen de partiella differentialekvationerna:
{\displaystyle {\frac {\partial }{\partial x}}v(x,t)=-ri(x,t)-l{\frac {\partial }{\partial t}}i(x,t)}
{\displaystyle {\frac {\partial }{\partial x}}i(x,t)=-gv(x,t)-c{\frac {\partial }{\partial t}}v(x,t)}
För det teoretiska specialfallet förlustfri ledning är serieresistansen r = 0 Ohm/m och parallellkonduktansen g = 0 A/Vm. Partiell derivering samt insättning av ekvationerna i varandra ger då.
{\displaystyle {\frac {\partial ^{2}}{{\partial t}^{2}}}v(x,t)-{\frac {1}{lc}}{\frac {\partial ^{2}}{{\partial x}^{2}}}v(x,t)=0}
{\displaystyle {\frac {\partial ^{2}}{{\partial t}^{2}}}i(x,t)-{\frac {1}{lc}}{\frac {\partial ^{2}}{{\partial x}^{2}}}i(x,t)=0}
Ovanstående formler är vågekvationer för plana spännings- och strömvågor med utbredningsriktning i x-led. Dessa härledningar kallas telegrafekvationerna och visar att man kan skicka energi och därigenom också information längs ledningen. För det stationära fallet, med signaler uppbyggda av sinusvågor med avseende på tiden, kan analysen ske i frekvensdomänen med hjälp av jω-metoden. Ekvationerna blir då ordinära differentialekvationer. För det generella, icke förlustfria fallet, blir ekvationerna enligt denna metod:
{\displaystyle {\frac {d^{2}{\hat {v}}(x)}{dx^{2}}}-\gamma ^{2}\cdot {\hat {v}}(x)=0}
{\displaystyle {\frac {d^{2}{\hat {i}}(x)}{dx^{2}}}-\gamma ^{2}\cdot {\hat {i}}(x)=0}
där {\displaystyle \gamma } kallas utbredningskonstant och ges av uttrycket:
{\displaystyle \gamma ={\sqrt {(r+j\omega l)(g+j\omega c)}}=\alpha +j\beta }, där {\displaystyle \alpha } och {\displaystyle \beta } blir positiva tal av fysikaliska orsaker.
{\displaystyle \alpha } kallas dämpningskonstant och {\displaystyle \beta } faskonstant. För en förlustfri ledning är {\displaystyle \alpha =0} m{\displaystyle ^{-1}}. Lösningen av differentialekvationen (linjär ordinär differentialekvation (ODE) av andra ordningen) blir:
{\displaystyle {\hat {v}}(x)={\hat {v}}^{+}(0)e^{-\gamma x}+{\hat {v}}^{-}(0)e^{+\gamma x}={\hat {v}}^{+}(x)+{\hat {v}}^{-}(x)} = framåtgående våg + bakåtgående våg, där även {\displaystyle {\hat {v}}^{+}(0)} och {\displaystyle {\hat {v}}^{-}(0)} är komplexa tal.
Återgång till tidsdomänen enligt jω-metoden ger följande uttryck för den framåtgående vågen:
{\displaystyle v^{+}(x,t)=|{\hat {v}}^{+}(0)|e^{-\alpha x}} {\displaystyle cos(\omega t-\beta x+arg({\hat {v}}^{+}(0)))} {\displaystyle =|{\hat {v}}^{+}(0)|e^{-\alpha x}cos(\phi (x,t))}
Ur formeln ser vi att vågens amplitud dämpas exponentiellt med sträckan x då dämpningskonstanten > 0 m{\displaystyle ^{-1}}.
Vågens hastighet, fashastigheten blir {\displaystyle v_{\phi }={\frac {dx}{dt}}={\frac {\omega }{\beta }}=f\lambda _{g}}, där {\displaystyle \lambda _{g}} är våglängden i transmissionsledningen.  
På motsvarande sätt som potentialen härleder man att strömmen {\displaystyle {\hat {i}}(x)} består av framåtgående och bakåtgående våg.
Transmisionsledningens karakteristiska impedans Z0 är oberoende av x, och ges av uttrycket: 
{\displaystyle Z_{0}={\frac {V^{+}(x)}{I^{+}(x)}}=-{\frac {V^{-}(x)}{I^{-}(x)}}={\sqrt {\frac {r+j\omega l}{g+j\omega c}}}=R_{0}+jX_{0}}

### Analys utgående från teori om elektromagnetiska fält[4][5]
Utifrån teorier om elektromagnetiska fält, geometri och materialegenskaper kan man beräkna den karakteristiska impedansen, dämpningskonstanten och fashastigheten för en specifik transmissionsledning. Följande analys grundar sig på Maxwells ekvationer.
För stationära sinusformade vågor med avseende på tiden och med hjälp av jω-metoden transformeras de tredimensionella vågekvationerna i vakuum för E- och H-fältets vektorer till:
{\displaystyle \nabla ^{2}{\hat {\textbf {E}}}+k_{0}^{2}{\hat {\textbf {E}}}=0} och {\displaystyle \nabla ^{2}{\hat {\textbf {H}}}+k_{0}^{2}{\hat {\textbf {H}}}=0}
Detta är Helmholtz ekvation på vektorform. Vektorerna är E = Ex , Ey , Ez och H = Hx , Hy , Hz med användande av kartesiska koordinater. Konstanten {\displaystyle k_{0}} är vågtalet i vakuum.
Helmholtz ekvation är separabel, vilket gör att vi kan skriva lösningen för en plan framåtgående E-våg i riktningen z som:
{\displaystyle {\hat {\textbf {E}}}^{+}={\hat {\textbf {e}}}_{t}^{+}(x,y)e^{-jk_{0}z}+{\hat {\textbf {e}}}_{z}^{+}(x,y)e^{-jk_{0}z}} = Transversell våg + Icke transversellt vågbidrag med avseende på utbredningsriktningen z.
Totala E-fältet blir E = E+ + E- (plan framåtgående + plan bakåtgående våg med avseende på z). 
Vågorna delas in i tre förekommande fall:
- TEM - Transversella elektromagnetiska vågor: Ez = Hz = 0
- TE - Transversella elektriska vågor: Ez = 0
- TM - Transversella magnetiska vågor: Hz = 0

Fälten {\displaystyle {\hat {\textbf {e}}}_{t}^{+}} och {\displaystyle {\hat {\textbf {e}}}_{z}^{+}} är den framåtgående vågens elektriska amplitudfält för transmissionsledningens tvärsnitt. De bestäms av randvillkoren till Maxwells ekvationer vilka kräver kontinuitet för tangentiella E och H vid övergång mellan material. Vid övergång mellan dielektrikum och en metallisk yta är de med ytan tangentiella E-fältskomponenterna = 0 på grund av metallens förmåga att snabbt utjämna potentialskillnader. För det tangentiella H gäller att det är samma i metallens ytskikt som i dielektrikats ytskikt, men att det kan anta andra värden än 0. 
För fallet metall y < 0 och dielektrikum y > 0 uttrycks randvillkoren matematiskt som:
{\displaystyle {\hat {\textbf {e}}}_{x}^{+}(x,0)={\hat {\textbf {e}}}_{z}^{+}(x,0)=0} och {\displaystyle {\frac {\partial {{\hat {\textbf {h}}}_{x}^{+}(x,0)}}{\partial y}}} = {\displaystyle {\frac {\partial {{\hat {\textbf {h}}}_{z}^{+}(x,0)}}{\partial {y}}}=0}
Randvillkorsanalysen behöver göras för alla materialövergångar som ingår i transmissionsledningen. Man kan därefter beräkna på och rita upp fältbilderna för {\displaystyle {\hat {\textbf {e}}}_{t}^{+}(x,y)}, {\displaystyle {\hat {\textbf {h}}}_{t}^{+}(x,y)}, {\displaystyle {\hat {\textbf {e}}}_{z}^{+}(x,y)} och {\displaystyle {\hat {\textbf {h}}}_{z}^{+}(x,y)} för TEM, TE och TM-fallen och se om de är möjliga eller ej.
Vid högre frekvens kan fler moder av TEM, TE och TM vara aktiva i transmissionsledningen. TE och TM-fallen har en lägsta frekvens under vilken de inte kan fortplanta sig i ledaren. Denna frekvens kallas gränsfrekvens. Moderna har olika utbredningshastighet vilket kallas dispersion. Man vill därför oftast att transmissionsledningen är designad så att endast grundmoden är aktiv.
För en transmissionsledning med förluster byts {\displaystyle k_{0}} mot {\displaystyle k_{c}=-j\gamma }, där {\displaystyle \gamma } är den komplexa utbredningskonstanten.
{\displaystyle \gamma =\alpha +j\beta =j\omega {\sqrt {\mu \epsilon }}\left(1+{\frac {\sigma }{j\omega \epsilon }}\right)^{1/2}} för fria plana TEM-vågor i ett dielektrikum.
där materialegenskaperna {\displaystyle \mu } är permeabilitet, {\displaystyle \epsilon } permittivitet och {\displaystyle \sigma } ledningsförmåga.
Den karakteristiska impedansen {\displaystyle Z_{0}} är proportionell mot den intrinsiska vågimpedansen {\displaystyle Z={\sqrt {\mu /\epsilon }}} hos dielektrikat.
Dämpningskonstanten för en transmissionsledning bestående av dielektrikum och metall delas upp som {\displaystyle \alpha =\alpha _{d}+\alpha _{c}} = förluster i dielektrikum + förluster i metall.
Återgång till tidsdomänen ger för TEM-fallet: 
{\displaystyle {\textbf {E}}_{TEM}(x,y,z,t)} = {\displaystyle (|{\hat {\textbf {e}}}_{x}^{+}(x,y)|,|{\hat {\textbf {e}}}_{y}^{+}(x,y)|,0)e^{-\alpha z}\cos(\omega t-\beta z+\phi ^{+})+(|{\hat {\textbf {e}}}_{x}^{-}(x,y)|,|{\hat {\textbf {e}}}_{y}^{-}(x,y)|,0)e^{+\alpha z}\cos(\omega t+\beta z+\phi ^{-})}

### Analys utgående från optisk teori
Inom optisk lära analyserar man utgående från beteende hos strålar. 

### Analys av reflektioner och anpassning
Analys av reflektioner och anpassning är viktig vid impedansförändringar, avslutningar och förgreningar av transmissionsledningen.

## Varianter av elektromagnetisk transmissionsledning

### Koaxialledning
Se koaxialkabel.

### Mikrostrip
Planär transmissionsledning. Enkelledare ovanför jordplan. Förekommer i översta lagret på kretskort.

### Stripline
Planär transmissions ledning. Enkelledare mellan jordplan. Förekommer i mellanlager på kretskort.

### Parledare
Par av ledare separerade av dielektriskt material.

### Vågledare
Metalliska och dielektriska. Se Vågledare

### Optisk fiber
En optisk fiber är en dielektrisk vågledare för optiska frekvenser.